# Gerstaeckerella chilensis
Gerstaeckerella chilensis is een insect uit de familie van de Mantispidae, die tot de orde netvleugeligen (Neuroptera) behoort. 
Gerstaeckerella chilensis is voor het eerst wetenschappelijk beschreven door Hagen in 1859.